# هربرت كتشنر
المشير الميداني هوراشيو هربرت كتشنر، الإيرل الأول كتشنر، الحائز على وسام فرسان الرباط (كيه جي)، ووسام القديس باتريك (كيه بّي)، ووسام آمر الطريق برتبة فارس أعظم (جي سي بس)، ووسام الاستحقاق (أو إم)، ووسام نجمة الهند (جي سي إس آي)، ووسام القديس ميخائيل والقديس جرجس (جي سي إم جي)، ووسام إمبراطورية الهند برتبة فارس أعظم (جي سي آي إي)، وعضو المجلس الخاص للمملكة المتحدة (بّي سي) (المولود 24 يونيو 1850 – المتوفى 5 يونيو 1916) هو ضابط كبير في الجيش البريطاني من أصل أيرلندي، ومسؤول استعماري اكتسب سمعة سيئة لحملاته الإمبراطورية، لا سيما سياسته الأرض المحروقة ضد البوير وإنشائه معسكرات الاعتقال خلال حرب البوير الثانية التي مات فيها 18000 إلى 28000 رجل وامرأة وطفل، بشكل رئيسي من أوبئة الأمراض،  ولعب لاحقًا دورًا مركزيًا في الجزء الأول من الحرب العالمية الأولى.
نُسِب فضل الفوز بمعركة كرري في أم درمان وتأمين السيطرة على السودان عام 1898 لكتشنر الذي أصبح من أجل ذلك البارون كتشنر حاكم الخرطوم. بصفته رئيسًا للأركان (1900-1902) في حرب البوير الثانية، لعب دورًا رئيسيًا في غزو اللورد روبرتس لجمهوريات البوير، ثم خلف روبرتس قائدًا عامًا في الوقت الذي كانت قوات البوير قد اتخذت أسلوب حرب العصابات والقوات البريطانية احتجزت مدنيين من البوير في معسكرات الاعتقال. شهدت فترة توليه منصب القائد العام للجيش (1902–09) في الهند خلافه مع حاكم وقنصل بارز آخر، وهو نائب الملك اللورد جورج كرزون، الذي استقال في النهاية. عاد كتشنر بعد ذلك إلى مصر ليكون وكيلًا بريطانيًا وقنصلًا عامًا (المسؤول الفعلي).
في عام 1914، مع بداية الحرب العالمية الأولى، أصبح كتشنر وزير الدولة لشؤون الحرب، عضوًا في مجلس الوزراء. بكونه أحد القلائل الذين توقعوا حربًا طويلة، تستمر على الأقل لمدة ثلاث سنوات، وبالسلطة المخوَّلة إليه للعمل بشكل فعال على هذا التصور، نظَّم أكبر جيش تطوعي شهدته بريطانيا، وأشرف على توسع كبير في إنتاج المواد للقتال على الجبهة الغربية. رغم أنه حذر من صعوبة توفير الإمدادات لحرب طويلة، أُلقيّت عليه مسئولية نقص القذائف في ربيع عام 1915 – وهي إحدى الأحداث التي أدت إلى تشكيل حكومة ائتلافية - وجُرِّد من سيطرته على العتاد والاستراتيجية.
في 5 يونيو 1916، كان كتشنر يشق طريقه إلى روسيا على متن السفينة إتش إم إس هامبشاير لحضور مفاوضات مع القيصر نيقولا الثاني إمبراطور روسيا عندما صدمت السفينة لغم بحرى ألماني على بعد 1.5 ميل (2.4 كم) غرب جزر أوركني، اسكتلندا، وغرقت. كان كتشنر من بين الـ 737 الذين توفوا.

## بدايات حياته

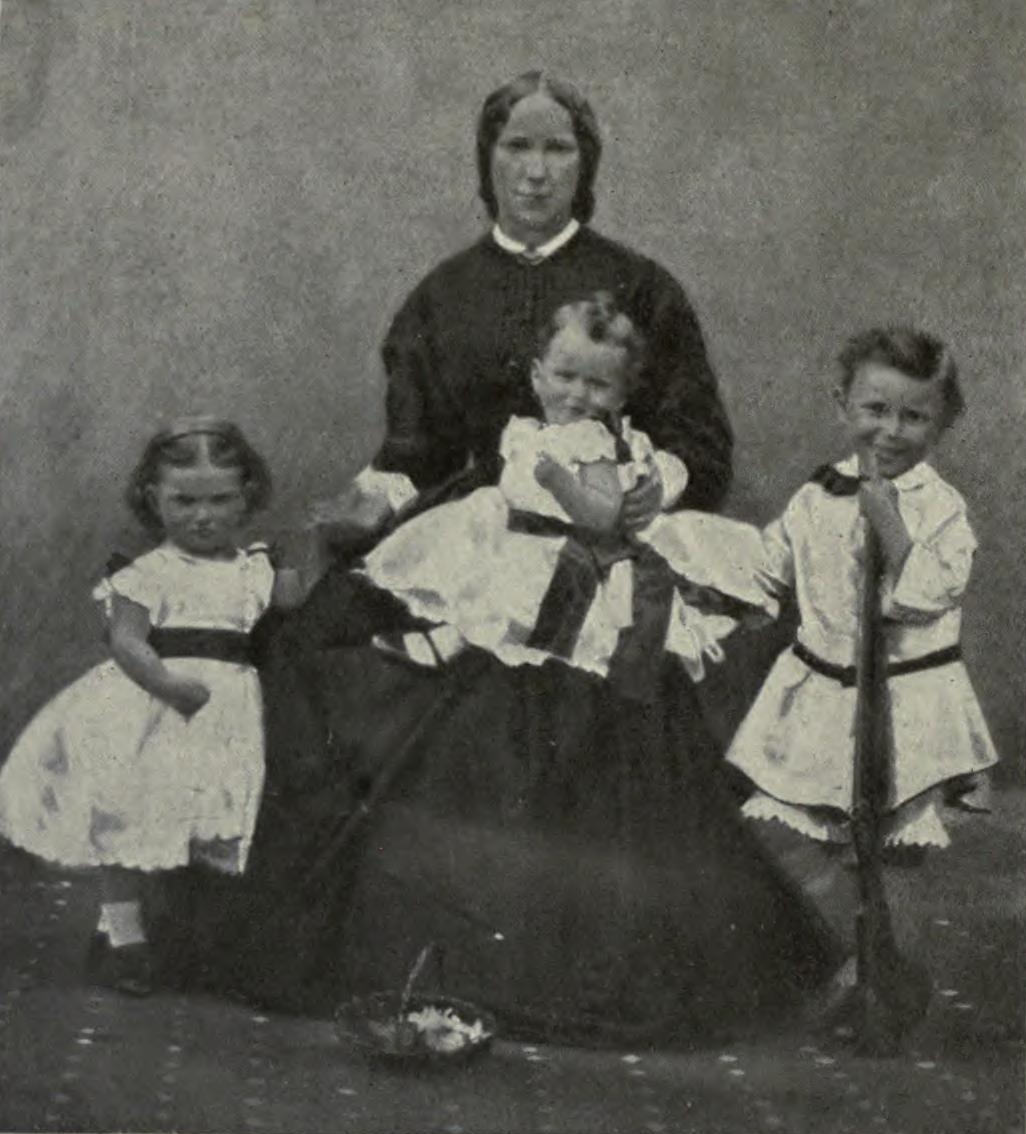
كتشنر في حضن والدته مع أخيه وأخته

ولد كتشنر في بالي لونغفورد بالقرب من ليستوول، مقاطعة كري، في أيرلندا، ابنًا لضابط الجيش هنري هوراشيو كتشنر (1805-1894) وفرانسيس آن شيفالييه (المتوفاة 1864؛ ابنة جون شوفالييه، كاهن أسبال هول، وزوجته الثالثة إليزابيث، اسمها قبل الزواج كول).
كان والده قد اشترى لتوه أرضًا في أيرلندا، في إطار برنامج لتشجيع شراء الأرض، بعد بيعه لرتبته. ثم انتقلوا إلى سويسرا حيث تلقى كتشنر الصغير تعليمه في مونترو، ثم في الأكاديمية العسكرية الملكية في وولويتش. لكونه مؤيدًا للفرنسيين ومتلهفًا لرؤية الحرب انضم إلى وحدة إسعاف ميدانية فرنسية في الحرب الفرنسية البروسية. أعاده والده إلى بريطانيا بعد أن أصيب بذات الرئة أثناء صعوده في منطاد لرؤية جيش اللوار الفرنسي في الحرب. انتهكت خدمته في فرنسا الحياد البريطاني، إذ كان مُكلَّفًا في المهندسين الملكيين في 4 يناير 1871، ووبَّخه الأمير جورج دوق كامبريدج، الذي كان القائد العام للجيش. خدم بصفته مساحًا في الانتداب البريطاني على فلسطين ومصر وقبرص وتعلم اللغة العربية وأعد خرائطًا طوبغرافية تفصيلية للمناطق. كما دخل شقيقه الفريق السير والتر كتشنر الجيش، وكان حاكم برمودا من 1908 إلى 1912.

## مسح جغرافيا فلسطين (مسح غرب فلسطين)
في عام 1874، كلَّف صندوق استكشاف فلسطين كتشنر البالغ من العمر 24 عامًا وقتها بإجراء مسحٍ للأراضي المقدسة بغرض وضع الخرائط، ليحل محل تشارلز تيرويت دريك، الذي توفي جرَّاء إصابته بالملاريا. انضم كتشنر، الذي كان بحلول ذلك الوقت ضابطًا في المهندسين الملكيين، إلى زميله الضابط كلود. آر. كوندر بين عامي 1874 و 1877 قاموا بمسح جغرافيا فلسطين، ولم يعودوا إلى إنجلترا إلا لفترة وجيزة عام 1875 بعد هجوم شنه السكان المحليون على صفد في الجليل.
أصبحت بعثة كوندر وكتشنر معروفة باسم مسح غرب فلسطين لأنها كانت تقتصر إلى حد كبير على المنطقة الواقعة غرب نهر الأردن. جمع المسح بيانات عن الطوبوغرافيا (التضاريس) والأسماء الجغرافية للمنطقة، وكذلك النباتات والحيوانات المحلية.
نُشرت نتائج المسح في سلسلة من ثمانية مجلدات، مع مساهمة كتشنر في المجلدات الثلاثة الأولى (كوندر وكتشنر 1881-1885). كان لهذا الاستطلاع تأثير دائم على منطقة الشرق الأوسط لعدة أسباب:
- تُعدُّ الأساس الذي اعتمد عليه نظام الإحداثيات الفلسطيني المُستخدَم في الخرائط الحديثة لإسرائيل وفلسطين؛
- لا يزال علماء الآثار والجغرافيين العاملين في جنوب المشرق (الشرق الأدنى) يستعينون بالبيانات التي جمعها كوندر وكتشنر؛
- رسم المسح نفسه الحدود السياسية لدول جنوب المشرق وحددها بشكل فعال. على سبيل المثال، أُقيمت الحدود الحديثة بين إسرائيل ولبنان عند النقطة في الجليل الأعلى حيث توقف مسح كوندر وكتشنر.

في عام 1878، بعد إتمامه لمسح جغرافيا فلسطين، أُرسِل كتشنر إلى قبرص لإجراء مسح لتلك الدولة المكتسبة الواقعة تحت الحماية البريطانية حديثًا. أصبح نائب القنصل في الأناضول عام 1879.

## مصر
في 4 يناير 1883، ترقى كتشنر إلى رتبة نقيب، ومُنح الرتبة التركية بيمباشي (رائد)، وأُرسِل إلى مصر حيث شارك في إعادة بناء الجيش المصري.
كانت مصر قد تحولت مؤخرًا إلى دولة عميلة لبريطانيا، يقود جيشها ضباط بريطانيين، رغم أنها لا تزال اسميًا تحت سيادة الخديوي (عاهل مصر) وسيده الرمزي الأعلى السلطان (العثماني) في تركيا. في فبراير 1883 أصبح كتشنر الشخص الثاني في قيادة كتيبة سلاح الفرسان المصري، ثم شارك في الحملة الفاشلة لنجدة تشارلز جورج غوردون في السودان أواخر عام 1884.

لقدرته على التحدث باللغة العربية بطلاقة، فضَّل كتشنر صحبة المصريين على صحبة البريطانيين، وصحبة لا أحد على المصريين، وكتب في عام 1884 قائلًا: 
«لقد أصبحت طائرًا انعزاليًا لدرجة أنني أعتقد في كثير من الأحيان أنني أكون أسعد حالًا وحدي».
كان كتشنر يتحدث اللغة العربية جيدًا جدًا لدرجة أنه كان قادرًا على التحدث بلهجات القبائل البدوية المختلفة في مصر والسودان.
ترقى إلى رائد في 8 أكتوبر 1884، وإلى مقدم في 15 يونيو 1885، وأصبح عضوًا بريطانيًا في لجنة ترسيم حدود زنجبار في يوليو 1885. في سبتمبر 1886، أصبح حاكم المقاطعات المصرية لشرق السودان وساحل البحر الأحمر (التي كانت تتألف في الواقع من أكثر قليلًا من ميناء سواكن)، وقاد قواته في العمل ضد أتباع المهدي في هاندوب في يناير 1888، عندما أصيب في الفك.
ترقى كتشنر إلى عقيد فخريّ في 11 أبريل 1888، وإلى رتبة الرائد الفنية في 20 يوليو 1889، وقاد سلاح الفرسان المصري في معركة توشكى في أغسطس 1889. في بداية عام 1890 عُيِّن مفتشًا عامًا في الشرطة المصرية قبل انتقاله إلى منصب المساعد العام لقائد الجيش المصري في ديسمبر من نفس العام وسردار (القائد العام) للجيش المصري برتبة عميد (أميرالاي) في أبريل 1892.
كان كتشنر قلقًا من أنه رغم ابيضاض شاربه بسبب الشمس، لم يتحول شعره الأشقر إلى اللون الرمادي، ما جعل من الصعب على المصريين أخذه بجدية. أضاف مظهره غموضًا إلى غموضه: جعلته ساقاه الطويلتان يبدو أطول، بينما جعل الحوَل في عينه الناس يشعرون أنه ينظر من خلالهم. هذا غير أن كتشنر، بطوله 6 قدم 2 إنش (1.88 م)، كان يفوق معظم معاصريه طولًا.
كان اللورد كرومر، الحاكم البريطاني الفعلي لمصر، يعتقد أن كتشنر «هو (العسكريّ) الأكثر اقتدارًا الذي قابلته في حياتي. في عام 1890، خلص تقييم مكتب الحرب لكتشنر إلى أنه: «عميد جيد، طموح جدًا، لا يحظى بالشعبية، لكنه تحسن مؤخرًا بشكل كبير في اللباقة والأسلوب... جندي شهم ولغوي جيد وناجح جدًا في التعامل مع الشرقيين» [في القرن التاسع عشر، أطلق الأوروبيون على الشرق الأوسط الشرق].
أثناء وجوده في مصر، بدأ كتشنر عضويته في إحدى منظمات الماسونية عام 1883 في محفل لا كونكورديا رقم 1226 الناطق بالإيطالية، الذي اجتمع في القاهرة. في نوفمبر 1899، عُيِّن المعلم الأكبر المحليّ الأول للمحفل المحليّ الأكبر في مصر والسودان، التابع للمحفل الاتحادي الأكبر في إنجلترا.

## مهامه

### في السودان

قبة المهدى بعد القصف 3 ديسمبر 1898م

قاد كتشنر حملة الغزو الثنائي (البريطاني – المصري) على السودان عام 1898م، والتي تصدت لها قوات المهدية في معركة كرري الشهيرة وأسفرت عن نهاية الدولة المهدية ومقتل 22.000 شهيدٍ من السودانيين و 22.000 جريحٍ و 5.000 أسيرٍ. وقام بقصف قبة المهدي بأم درمان. قام كتشنر بإنشاء كلية غوردون التذكارية (جامعة الخرطوم حالياً)، وأسس نظاماً إدارياً في السودان، وأنشأ خطوط سككٍ حديديةٍ تربط بين معظم مدن السودان، وأنشأ الجسور بين الخرطوم وأم درمان، وبين الخرطوم والخرطوم بحري، وقام ببناء القصر الجمهوري الموجود إلى يومنا هذا. كما أنشأ مبانيَ الإدارات المحلية في مدن السودان.

### في الهند
عام 1902م عاد إلى بريطانيا وأنعم عليه بلقب «نبيل» وعين قائداً أعلى للقوات في الهند. وهنالك انضم لتنظيم الماسونية العالمية وأسس رابطة كتشنر بها. غادر الهند عام 1909م وحاز على لقب مارشال.

### في مصر
عين قنصلاً (معتمداً بريطانياً) بمصر (أيلول/سبتمبر1911-1914). وبالنظر إلى أن الاحتلال العسكري (1882) جعل للإنجليز الكلمة الفصل بحكم الأمر الواقع، فهذا المنصب يعد فعلياً الموقع السياسي الأرفع فيها. وكان اختياره لمعاونٍ كفْءٍ ومخلصٍ للتقاليد الاستعمارية الإنجليزية وهو رونالد ستورس السكرتير الشرقي بدار البعثة البريطانية موفقاً ودليلاً على حسن تقديره، فأقره في منصبه وكان محل ثقته لدرجة أنه لما عُيّن وزير حربيةٍ في لندن أراد أن ينقله إليها سكرتيراً خاصاً له لولا أن الخارجية البريطانية لم توافق (على حد قول رونالد ستورس).

### في بريطانيا من جديد
ظهيرة يوم إعلان الحرب العالمية الأولى استدعي إلى مقر الوزارة في (10 داونينغ ستريت) وكُلف سكرتيراً لشؤون الحرب (وزير الحربية)، وكان من شأن سمعته أن اجتذبتْ أعداداً جرارةً من المتطوعين للجيش لم يك لها نظير من قبل.

## وفاته
توفي عام 1916 إثر غرق سفينةٍ كان يستقلها في مهمةٍ رسميةٍ إلى روسيا بواسطة لغمٍ ألماني.

## تأثيره وآراؤه
كان كتشنر قائداً عسكرياً أمضى معظم خدمته خارج بريطانيا لكنه كان ذا فكرٍ إستراتيجي على مستوى إمبريالي.
نشرت التايمز (5/ 1/ 1937) عن جنرال ألماني قابله في الهند (1908-1909)عن كتشنر: «لقد بهرني وضوح رؤيته لمستقبل أوروبا، وأشار بقوة وصراحة إلى أنه يرى الحرب بين بريطانيا وألمانيا أصبحت أمراً يصعب تجنبه، لا لوجود عداوةٍ حقيقيةٍ بين الأمتين ولكن بسبب ضعف ساسة البلدين في صنع القرارات، وأن الحرب البريطانية الألمانية سوف تستمر ثلاث سنواتٍ مهما يكن عدد المشاركين فيها، وأخيراً لن يكون هناك منتصرٌ على الإطلاق فسوف تفقد الدولتان نفوذهما في العالم وخاصة في المحيط الهادي. أما الرابح من وراء هذه الحرب فهما الولايات المتحدة واليابان»
عند إنشاء كلية غوردون بالخرطوم، أنشئت مدرسة للطب سميت باسمه تخليداً لدوره في استعمار السودان. (تم تغيير الاسم إلى جامعة الخرطوم بعد استقلال السودان).

## روابط خارجية
- هربرت كتشنر على موقع الموسوعة البريطانية (الإنجليزية)
- هربرت كتشنر على موقع إن إن دي بي (الإنجليزية)